# Wonosroyo
Wonosroyo is een bestuurslaag in het regentschap Wonosobo van de provincie Midden-Java, Indonesië. Wonosroyo telt 2856 inwoners (volkstelling 2010).